# École nationale supérieure de chimie de Paris
École nationale supérieure de chimie de Paris är en fransk grande école som utexaminerar kemiingenjörer i Paris och som är medlem av Université de recherche Paris Sciences et Lettres.